# Jacques de Laval (1881–1965)
Jacques Hjalmar de Laval, född 27 juni 1881 i Stockholm, död där 13 april 1965, var en svensk militär.
de Laval blev underlöjtnant vid Andra Svea artilleriregemente 1901, genomgick Artilleri- och ingenjörhögskolans högre kurs 1904–1906, var repetitör vid denna skola 1906-1908 innan han utnämndes till kapten vid regementet (som då bytt namn till Upplands artilleriregemente) 1914. Han blev 1924 befordrad till major i armén, 1928 till överstelöjtnant och 1933 till överste och chef för Karlsborgs luftvärnsregemente. År 1938 blev han utnämnd till chef för Östgöta luftvärnsregemente, en post han innehade till 1941. de Laval var utpräglat tekniskt intresserad och hade huvuddelen av sin verksamhet centrerad kring det artilleritekniska området. Åren 1910–1919 tjänstgjorde han som artilleristabsofficer i Artilleridepartementet vid Arméförvaltningen och omorganiserade dess konstruktionsavdelning. Åren 1924–1930 var han styresman för ammunitionsfabriken och ledde 1922 AB Bofors försök med bergsartilleri i Nederländska Indien. de Laval blev 1919 ledamot av Krigsvetenskapsakademien. Han blev riddare av Vasaorden 1920 och av Svärdsorden 1922, kommendör av andra klassen av samma orden 1936 och kommendör av första klassen 1939.
Jacques de Laval var son till översten Anders Jakob Roland de Laval och brorson till Gustaf de Laval. Han vilar på Norra begravningsplatsen utanför Stockholm.